# Praesphaerammina
Praesphaerammina es un género de foraminífero bentónico de la subfamilia Praesphaerammininae, de la familia Sphaeramminidae, de la superfamilia Lituoloidea, del suborden Lituolina y del orden Lituolida. Su especie tipo es Praesphaerammina subgaleata. Su rango cronoestratigráfico abarca desde el Eoceno hasta el Mioceno.

## Discusión
Clasificaciones previas incluían Praesphaerammina en el suborden Textulariina del orden Textulariida, o en el orden Lituolida sin diferenciar el suborden Lituolina.

## Clasificación
Praesphaerammina incluye a las siguientes especies:
- Praesphaerammina gerochi
- Praesphaerammina subgaleata